# 池田辰夫
池田 辰夫（いけだ たつお、1952年 - ）は、日本の法学者。元裁判官。専門は民事訴訟法。学位は、博士（法学）（九州大学・論文博士・1995年）。大阪大学名誉教授。弁護士。

## 人物・経歴
山口県生まれ。1970年山口県立防府高等学校卒業。1974年九州大学法学部卒業、旧司法試験合格。1976年九州大学大学院法学研究科修士課程修了。
神戸地方裁判所判事補、東京地方裁判所判事補等を経て、大阪大学法科大学院教授を務めた。1995年、九州大学より博士（法学）の学位を取得。
2005年北浜法律事務所客員弁護士。

## 著書
- 『債権者代位訴訟の構造』信山社出版 1995年
- 『新世代の民事裁判』信山社出版 1996年
- 『ケースブック新民事訴訟法 1』（編著）法律文化社 1999年
- 『民事訴訟法』（上原敏夫,山本和彦と共著）有斐閣 2002年
- 『基本判例民事訴訟法』（上原敏夫, 山本和彦と共著）有斐閣 2002年
- 『新現代民事訴訟法入門』（編）法律文化社 2005年
- 『民事訴訟法Visual materials』（長谷部由起子, 安西明子, 勅使川原和彦と共著）有斐閣 2010年
- 『アクチュアル民事訴訟法』（編）法律文化社 2012年